# Macumoto
Macumoto (松本市; Macumoto-ši) je město v prefektuře Nagano na ostrově Honšú v Japonsku.
V roce 2012 mělo město Macumoto 243 571 obyvatel a hustotu osídlení 250 ob./km². Celková rozloha města je 978,77 km².

## Partnerská města
- Grindelwald, Švýcarsko (20. dubna 1972)
- Káthmandú, Nepál (17. listopadu 1989)
- Lang-fang, Čína (21. března 1995)
- Salt Lake City, Spojené státy americké (1958)